# Fayette (Mississippi)
Pour les articles homonymes, voir Fayette.
La ville de Fayette est le siège du comté de Jefferson, situé dans l'État du Mississippi, aux États-Unis.